# Euphorbia desmondii
Euphorbia desmondii är en törelväxtart som beskrevs av Ronald William John Keay och Milne-redh.. Euphorbia desmondii ingår i släktet törlar, och familjen törelväxter. Inga underarter finns listade i Catalogue of Life.